# Françoise Mallet-Joris
Françoise Mallet-Joris   (Anvers, 6 de juliol de 1930 - Bry-sur-Marne, 13 d'agost de 2016) va ser una escriptora franco-belga, de nom real Françoise Lilar.
Filla de l'escriptora Suzanne Lilar i el polític Albert Lilar, es va donar a conèixer amb una novel·la d'amor lèsbic: Le rempart des béguines (1952), pionera en el seu gènere, a la qual seguiren La chambre rouge (1953), Les mensonges o L'empire céleste (1958) que versa sobre els ambients literaris i artístics. També va ser biògrafa de Marie Mancini i lletrista de la cantant Marie-Paule Belle, de qui fou companya el 1970-81.
Va ser la primera dona membre de l'Académie Goncourt i el 1993 va succeir la seva mare a la Reial Acadèmia de Llengua i de Literatura Franceses de Bèlgica.

## Obres destacades
- Le rempart des béguines (1952)
- La chambre rouge (1953)
- Les mensonges (1956)
- L'empire céleste (1958)
- Lettre à moi-même (1963)
- La maison de papier (1970)
- Le jeu du souterrain (1973)
- Allegra (1976)
- Dickie-Roi (1980)
- Un chagrin d'amour et d'ailleurs (1981)
- La tristesse du cerf-volant (1988)
- Adriana Sposa (1990)
- Divine (1991)
- Sept démons dans la ville (1999)
- La double confidence (2001)
- Ni vous sans moi, ni moi sans vous (2007)